# 戈拉塞卡
戈拉塞卡（義大利語：Golasecca），是意大利瓦雷泽省的一个市镇。总面积7平方公里，人口2641人，人口密度377.3人/平方公里（2009年）。国家统计（ISTAT）代码为012077。该地是戈拉塞卡文化命名的来源，一种存在于青铜时代至公元前一世纪的提契诺河一带的史前文化。